# Лихтенштейн, Мария Владимировна
Мари́я Влади́мировна Лихтенште́йн (род. 7 февраля 1976 года, Свердловск) — российская и хорватская волейболистка, игрок сборных России (1993—1996) и Хорватии (1997—2005). чемпионка Европы 1993, 5-кратная чемпионка России. Связующая. Мастер спорта международного класса (1996).

## Биография
Волейболом Мария Лихтенштейн начала заниматься в 1982 году в ДЮСШ «Уралочка». Выступала за команды: 1993—1995, 1996—1998 и 2001—2002 — «Уралочка» (Екатеринбург), 1995—1996 — «Уралтрансбанк». 5-кратная чемпионка России (1994, 1995, 1997, 1998, 2002), бронзовый призёр чемпионата России 1996. Двукратный победитель розыгрышей Кубка европейских чемпионов (1994, 1995), трёхкратный серебряный призёр Кубка чемпионов (1996, 1998, 2002).
С 1998 года выступала за клубы Хорватии, Италии, Греции, Турции и Бельгии. Неоднократная чемпионка Хорватии и Бельгии.
В составе женских молодёжных и юниорских сборных России и СНГ стала чемпионкой мира среди девушек 1993, бронзовым призёром чемпионата мира 1995 и чемпионкой Европы 1992 среди молодёжных команд.
В национальной сборной России выступала с 1993 по 1996 годы. В её составе:
- бронзовый призёр Всемирного Кубка чемпионов 1993.
- бронзовый призёр Гран-при 1996.
- чемпионка Европы 1993;
  - бронзовый призёр чемпионата Европы 1995.
- победитель Игр Доброй воли 1994.
- участница розыгрышей Гран-при 1994 и 1995.

В 1998—2005 выступала за национальную сборную Хорватии. В её составе:
- серебряный призёр чемпионата Европы 1999.
- участница чемпионата мира 1998, Кубка мира 1999.

В настоящее время проживает в Бельгии.